# Polygala sinisica
Polygala sinisica är en jungfrulinsväxtart som beskrevs av Pier Virgilio Arrigoni. Polygala sinisica ingår i släktet jungfrulinssläktet, och familjen jungfrulinsväxter. Inga underarter finns listade i Catalogue of Life.